# 小川町塩田
小川町塩田（おがわまち しおだ）は、福島県いわき市の大字である。郵便番号は979-3123。

## 地理
いわき市北部の小川地区に属する。北から東にかけ小川町上小川、南で小川町高萩、西で三和町下永井とそれぞれ隣接する。概ね町村制施行以前の磐前郡塩田村の流れを汲む地域である。二級水系夏井川右岸域および支流の銅屋場川、下江田川流域を主な範囲とする。主に南東部の夏井川が成す平野部や、南部の小玉川流域北側の切り開かれた高台に水田や市街地が広がり、その他大部分を阿武隈高地の山林が占める。内郷御厩町内に所在するいわき中央警察署及び小川町上小川に所在する平消防署小川分遣所がそれぞれ管轄にあたる。

### 主な字
字
- 江田
- 畑苅
- 塩沢
- 尾ノ内
- 平石

- 荷付石
- 大畑
- 北前
- 平畑
- 上ノ前

- 平前
- 北沢
- 中島
- 間門
- 南

- 宮ノ後
- 手ノ倉
- 堀口

### 河川
二級水系夏井川水系
- 夏井川
  - 大ノ下川
  - 銅屋場川
  - 下江田川

## 歴史
- 1879年1月27日 - 笠間藩領塩田村が福島県内における郡区町村制の施行により磐前郡の村となる[4]。
- 1889年4月1日 - 町村制の施行により塩田村が三島村、高萩村、西小川村、赤井村と合併し、赤井村が発足する。旧塩田村域は赤井村の大字となる。[4]。
- 1896年4月1日 - 磐前郡と周辺郡との合併により石城郡が発足し、石城郡赤井村となる[4]。
- 1955年2月11日 - 赤井村のうち大字西小川、三島、高萩、塩田が上小川村、下小川村と合併して小川町が発足し、小川町の大字となる[4]。
- 1966年10月1日 - 小川町が平市・磐城市・常磐市・勿来市・内郷市、石城郡遠野町・四倉町・川前村・田人村・好間村・三和村、双葉郡久之浜町・大久村と合併しいわき市となり、いわき市小川地区の大字となる[4]。

## 世帯数と人口
2023年10月31日現在の世帯数と人口は以下の通りである。
| 大字       | 世帯数  | 人口  |
| ---------- | ------- | ----- |
| 小川町塩田 | 201世帯 | 564人 |

## 小・中学校の学区
市立小・中学校に通う場合、学区は以下の通りとなる。
| 番地           | 小学校               | 中学校               |
| -------------- | -------------------- | -------------------- |
| 江田           | いわき市立小川小学校 | いわき市立小川中学校 |
| 上記を除く全域 | いわき市立小玉小学校 | いわき市立小川中学校 |

## 交通

### 鉄道
- JR磐越東線

### 道路
- 福島県道135号三株下市萱小川線

## 施設
- 東北電力 塩田発電所
- 東北電力 夏井川第一発電所
- 東北電力 夏井川第三発電所
- 塩田公民館
- 小川諏訪神社